# Station Gaukås
Station Gaukås is een voormalig spoorwegstation in het dorp Gaukås in de gemeente Nissedal in het zuiden van Noorwegen. Het station lag aan de spoorlijn tussen Treungen en Arendal, de Treungenbanen. In 1967 werd het noordelijke deel, van Nelaug tot Treungen, van de lijn gesloten. Drie jaar later werd de lijn vanaf Simonstad opgebroken. Het stationsgebouw in Gaukås werd gebouwd in 1913. Het werd ontworpen door Ivar Næss. Na de sluiting kwam het in particulier bezit. Het gebouw, vrijwel identiek aan het station in Sandå, ging in 2008 door brand verloren. Het enige dat resteert is de voormalige watertoren.